# Каменка (деревня, поселение Первомайское)
Каменка — деревня в Троицком административном округе Москвы  (до 1 июля 2012 года была в составе Наро-Фоминского района Московской области). Входит в состав поселения Первомайское.

## Население
| 2002 | 2006 | 2010 |
| ---- | ---- | ---- |
| 6    | ↘0   | →0   |

Согласно Всероссийской переписи, в 2002 году в деревне проживало 6 человек (2 мужчины и 4 женщины). По данным на 2005 год, в деревне не было постоянного населения.

## География
Деревня Каменка находится примерно в 11 км к западу от центра города Троицка. Деревня окружена лесами.